# Fortes Venlo
Fortes Venlo is een Nederlandse handbalvereniging uit Venlo. De vereniging is ontstaan uit een fusie tussen HandbaL Venlo en HV Blerick. Voorheem werkt beide clubs al samen onder de naam HC Groot Venlo. Per 1 juli 2024 draag de nieuwe vereniging de naam Fortes Venlo.

## Geschiedenis
HC Groot Venlo was in 2020 opgericht als een samenwerkingsverband tussen de Venlose handbalverenigingen HandbaL Venlo, HV Blerick en HV Eksplosion '71. Bij aanvang van het seizoen 2020/2021 werd gestart met een samenwerking waarmee acht combiteams uitkwamen in de competitieverband bij het Nederlands Handbal Verbond. Het eerste herenteam van HC Groot Venlo komt in datzelfde seizoen uit in de hoofdklasse. De tenues zijn sinaasappel oranje van Blerick. In 2022 besloot HandbaL Venlo en Blerick te fuseren onder één naam.

## Resultaten
Heren
- 2021
Hoofdklasse B
- 2022 6e
Hoofdklasse B
- 2023 8e
Hoofdklasse B

- Hoofdklasse